# 벨기에 왕립도서관

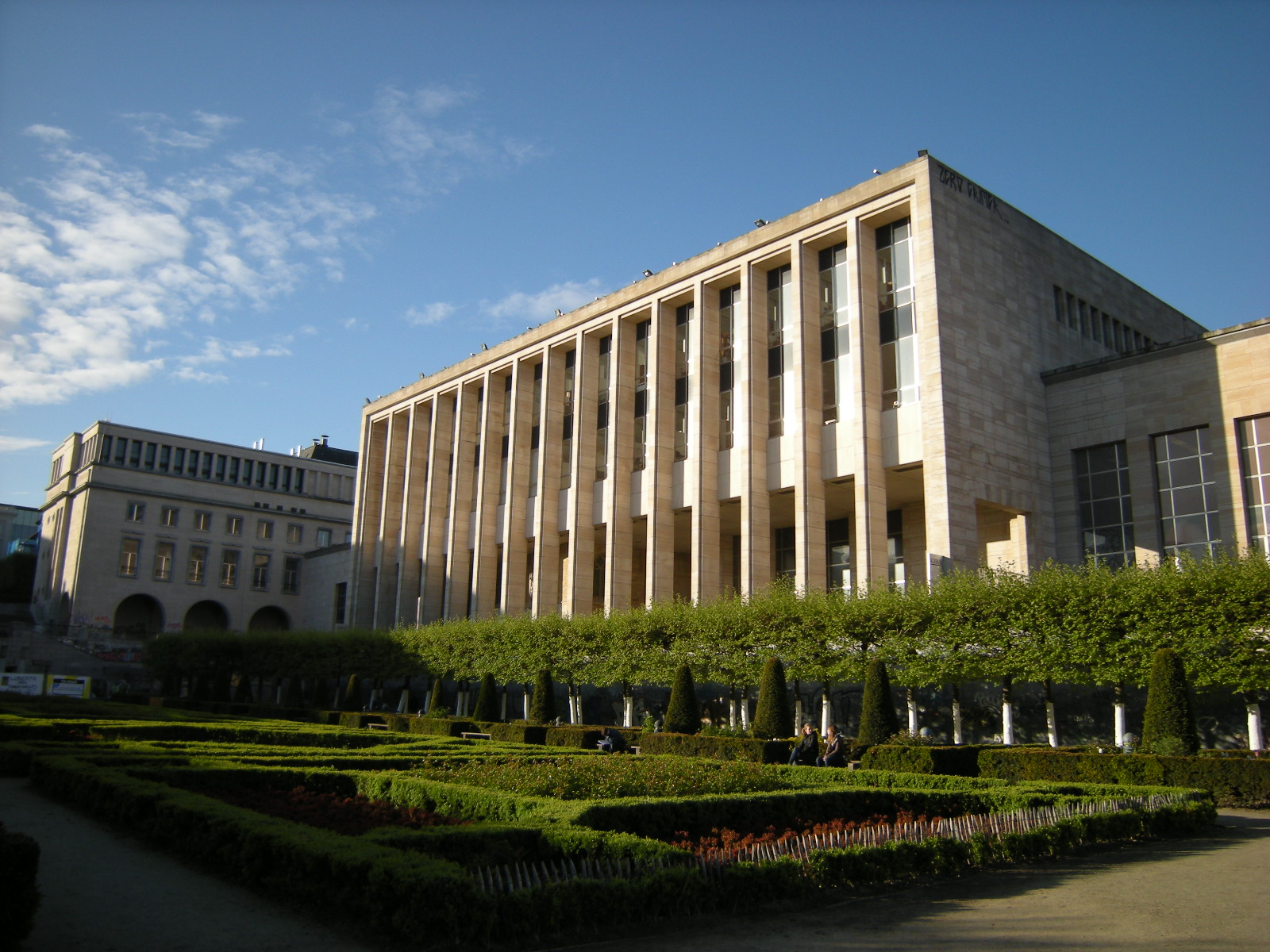

벨기에 왕립도서관(프랑스어: Bibliothèque royale de Belgique, 네덜란드어: Koninklijke Bibliotheek van België)은 벨기에 브뤼셀에 위치한 왕립도서관이다.